# Maurice Abravanel
Maurice Abravanel (Salonicco, 6 gennaio 1903 – Salt Lake City, 22 settembre 1993) è stato un musicista, compositore e direttore d'orchestra statunitense, discendente della famiglia ebrea sefardita degli Abrabanel.
È principalmente noto per essere stato il direttore della Utah Symphony Orchestra per quasi trent'anni.

## Biografia
Abravanel nacque a Salonicco da una nota famiglia ebraica sefardita che nel 1492, al tempo di Isaac Abrabanel, era stata espulsa dalla Spagna e nel 1517 si era stabilita a Salonicco, città natale di entrambi i suoi genitori. Nel 1909, si trasferì a Losanna dove la famiglia viveva nella stessa casa del direttore d'orchestra Ernest Ansermet, il quale presentò il giovane Maurice agli amici compositori Darius Milhaud e Igor Stravinsky.
Divenuto pianista, dieci anni più tardi Abravanel iniziò a scrivere recensioni musicali per il quotidiano locale, prima di emigrare a Berlino nel 1922 per studiare armonia e contrappunto con Kurt Weill. Il padre, che lavorava in una farmacia, aveva tentato di avviarlo alla professione di medico iscrivendolo all'Università di Zurigo, ma le ambizioni di Abravanel di diventare il secondo percussionista di un'orchestra musicale ebbero la meglio sulla volontà paterna.
Nel '33, durante l'ascesa del nazismo al potere, sposò la cantante Friedel Schako e riparò a Parigi, dove iniziò una collaborazione con il coreografo George Balanchine fino al '36, svolgendo anche alcuni spettacoli e attività di direzione d'orchestra in Australia per un biennio. Grazie alle referenze date da Bruno Walter e da Wilhelm Furtwängler, nel '36 fu nominato direttore del Metropolitan Opera di New York, per portare in scena il repertorio francese e tedesco.

Nei due anni successivi, fu il più giovane direttore d'orchestra mai reclutato da tale prestigioso teatro. Dopo il tradimento con Otto Klemperer nel '40, Abravanel divorziò da Schako e si sposò in seconde nozze con Lucy Menasse Carasso, alla cui morte sarebbe seguito il terzo matrimonio con Carolyn Firmage nel 1987.
Ottenuta la cittadinanza statunitense nel '43, incontrò l'amico Weill a Broadway e quattro anni più tardi si stabilì a Salt Lake City, dove aveva ottenuto l'incarico di direttore dell'Orchestra Sinfonica dello Utah. Nei periodi di crisi economica durante i quali rimase senza paga, non abbandonò mai l'orchestra, rifiutando proposte economiche più allettanti come quella ricevuta dal Radio City Music Hall. Quello che era iniziato come un ingaggio annuale, vinto al termine di una selezione fra quaranta aspiranti direttori, si sarebbe trasformato in una carriera professionale lunga trentadue anni, durante la quale Abravanel portò la Utah Symphony ad un successo internazionale, in particolare col primo tour mondiale del 1966, con numerose esibizioni radiofoniche e la pubblicazione di circa cento dischi, per la maggior parte editi dalle etichette Vanguard Records, Vox e Angels Classics.
Si spense il 22 settembre 1993 a Salt Lake City, all'età di novanta anni.
Fra le sue registrazioni, si ricordano il Requiem di Berlioz, nonché varie opere di orchestra composte da Edgard Varèse e da Ralph Vaughan Williams.
Oltre ad aver interpretato gli autori del repertorio classico, saltuariamente si occupò anche di musica contemporanea, come nei casi di Crawford Gates e Leroy Robertson. Dal 1954 al 1980 diresse i campi estivi dei giovani allievi della Music Academy of the West di Santa Barbara, in California.